# Acide 3-hydroxypentanoïque
L’acide 3-hydroxypentanoïque, ou acide β-hydroxypentanoïque, est un composé chimique de formule H3C–CH2–CHOH–CH2–COOH. Ce corps cétonique est biosyntétisé dans le foie à partir d'acides gras à nombre impair d'atomes de carbone et est acheminé par le sang depuis lequel il passe rapidement dans le cerveau.
Contrairement aux corps 4-cétoniques, le β-hydroxypentanoate est anaplérotique, ce qui signifie qu'il peut remplir la réserve de métabolites du cycle de Krebs. La triheptanoïne, un triglycéride, est utilisée cliniquement pour produire le β-hydroxypentanoate.

## Stéréochimie
L'atome de carbone qui porte le groupe hydroxyle est asymétrique donc la molécule est chirale. L'acide  β-hydroxypentanoïque se présente donc sous la forme d'une paire d'énantiomères :
- acide R-(–)-3-hydroxypentanoïque de numéro CAS
- acide S-(+)[3]-3-hydroxypentanoïque de numéro CAS